# Fernando Rebelo
Fernando Manuel da Silva Rebelo (Espinho, 1943 - Coimbra, 2014) foi um geógrafo português.Durante quase cinco décadas (1966 a 2013), Fernando Rebelo ensinou e investigou na área de Geografia na Universidade de Coimbra, onde também desempenhou o cargo de Reitor.

## Carreira
Licenciou-se em Geografia na Faculdade de Letras da Universidade de Coimbra no ano de 1966, tendo começado imediatamente a sua carreira de Professor e Investigador. Após interrupção para cumprimento do Serviço Militar Obrigatório, de 1966 a 1969, regressou às tarefas universitárias. Doutorou-se em 1975 em Geografia Física, com uma tese sobre "As Serras de Valongo-Estudo de Geomorfologia". O seu trabalho científico desenvolveu-se essencialmente na área da Geografia Física e, particularmente, da Geomorfologia, com estudos sobre os processos erosivos naturais, que abriram o caminho para os estudos sobre Riscos Naturais, a área em que deixou mais trabalho publicado e em que fez Escola na Geografia Portuguesa. Excelente professor e um investigador diligente foi um dos principais responsáveis pela modernização e internacionalização da Escola de Geografia de Coimbra.
Na Universidade de Coimbra, desempenhou os cargos de Vice-Reitor, de 1986 a 1996, e de Reitor, de 1998 a 2002.
Pelo seu prestígio enquanto professor, investigador e Reitor, recebeu diversas distinções, com destaque para a "Grã Cruz da Ordem Estadual Renascença" do Piauí, atribuída no Brasil, e a "Grã Cruz da Ordem de Mayo al Mérito", que recebeu na Argentina.

## Obras principais
- Vertentes do Rio Dueça (1965; 1966/67)
- Arte e Paisagem na Região de Turismo do Centro (1974; col. com Pedro Dias)
- Geografia de Portugal. Meio Físico e Recursos Naturais (1977; col. com Paula Lema)
- Coimbra e Região (1978; col. com Pedro Dias)
- Aveiro e sua Região (1979; col. com Ângela Quaresma)
- Serras de Valongo. Estudo de Geomorfologia (1975)
- Lousã. A Terra e as Gentes (1985; Col. com Pedro Dias).
- Riscos Naturais e Acção Antrópica (1ª ed: 2001; 2ª ed: 2003)
- Percurso de um Reitor da Universidade de Coimbra (1998-2002; 2002)
- Reflexões sobre a Vida Universitária (2024)
- Uma experiência europeia em riscos naturais (2025)

- Viagens pelo Brasil. Impressões de um Geógrafo, Memórias de um Reitor (2006)
- A Geografia Física de Portugal na vida e obra de quatro professores     universitários – Amorim Girão, Orlando Ribeiro, Fernandes Martins, Pereira de Oliveira. (2008)
- Geografia Física e Riscos Naturais (2010)

- Portugal. Geografia, paisagens e interdisciplinaridade (2010)

.